# 美里町立中央中学校
美里町立中央中学校（みさとちょうりつ ちゅうおうちゅうがっこう）は熊本県下益城郡美里町萱野にある公立の中学校。

## 概要
歴史
1971年（昭和46年）に下記の中央村立中学校2校を統合の上、創立。現校名になったのは2004年（平成16年）。2021年（令和3年）に統合55周年を迎えた。
- 中央村立中央北中学校
- 中央村立中央南中学校

校訓
「賢く、正しく、逞しく」
校章
1972年（昭和42年）制定。柏の葉、翼、学問を象徴するペン先を組合わせたものを背景にして、中央に「中」（中央の「中」、中学の「中」）の文字を配している。
校歌
1972年（昭和42年）制定。作詞は山口白陽、作曲は出田憲二、編曲は出田敬三による。歌詞は3番まであり、各番の歌詞中に校名の「中央小学校」が登場する。
通学区域
美里町のうち「堅志田、大沢水、西山、有安、中小路、馬場、上中郡、下中郡、萱野（旧・中央町）、岩下、原田、津留、小市野、白石野、松野原、木早川内、長尾野、小筵、佐俣、岩野、小岩野、石原、中、中園、椿、払川、坂本（旧・中央町全域）」。小学校区は美里町立中央小学校。

## 沿革
旧・中央北中学校（旧・中山村）
- 1947年（昭和22年）- 学制改革が行われる（六・三制の実施）。
  - 4月1日 - 中山国民学校初等科は、新制小学校「中山村立中山小学校」に改組・改称。
  - 4月 - 中山および中山南部国民学校高等科は青年学校普通科とともに、新制中学校「中山村立中山中学校」に改組・改称。
    - 小学校区は中山村立中山小学校（馬場、後の中央北小学校）と中山村立中山南部小学校（白石野、後の中央西小学校）。
- 1955年（昭和30年）1月1日 - 2村（中山・年祢）合併により、「中央村立中央北中学校」に改称。
- 1971年（昭和46年）3月31日 - 統合のため、閉校。24年の歴史に幕を閉じる。
  - 最終所在地 - 熊本県下益城郡中央町馬場555番地（北緯32度38分44.7秒 東経130度47分30.3秒 / 北緯32.645750度 東経130.791750度、現美里町立中央小学校校地）

旧・中央南中学校（旧・年祢村）
- 1947年（昭和22年）- 学制改革が行われる（六・三制の実施）。
  - 4月1日 - 年祢国民学校初等科は、新制小学校「年祢村立年祢小学校」に改組・改称。
  - 4月 - 年祢および年祢南部の国民学校高等科は青年学校普通科とともに、新制中学校「年祢村立年祢中学校」に改組・改称。
    - 小学校区は年祢村立年祢小学校（佐俣、後の中央東小学校）と年祢村立年祢南部小学校（払川、後の中央南小学校）。
- 1955年（昭和30年）
  - 1月1日 - 2村（中山・年祢）合併により、「中央村立中央南中学校」に改称。
  - 7月1日 - 今・坂貫・下草野・岩野の一部（字九尾）が隣町の砥用町に編入される。
  - 9月 - 砥用町に編入された地区の生徒が砥用町立砥用西中学校に転出。
- 1957年（昭和32年）4月 - 下草野地区の生徒が砥用町立砥用西中学校から転入（復帰）。
- 1971年（昭和46年）3月31日 - 統合のため、閉校。24年の歴史に幕を閉じる。ただし、統合校舎が完成するまでの間、使用は継続されることとなる。
  - 最終所在地 - 熊本県下益城郡中央町岩野3684番地（北緯32度36分39.9秒 東経130度49分12.4秒 / 北緯32.611083度 東経130.820111度、佐俣と払川の中間地点に位置している）
  - 跡地 - 岩野団地および町立武道館・グラウンドとして使用されている。
  - 交通アクセス - 国道443号

統合・中央中学校
- 1971年（昭和46年）4月1日 - 中央村立中学校2校を統合の上、「中央村立中央中学校」が開校。初代校長に森直幸が着任。
- 1972年（昭和47年）- 現在地（中央北中学校と中央南中学校の中間地点）に統合校舎が完成。校歌および校章を制定。
- 1973年（昭和48年）- 体育館および運動場が完成。
- 1975年（昭和50年）1月1日 - 町制施行により、「中央町立中央中学校」に改称。
- 2014年（平成26年）11月1日 - 2町（中央・砥用）合併により、「美里町立中央中学校」（現校名）に改称。
- 2010年（平成22年）- 校舎の耐震工事に着手。
- 2015年（平成27年）4月 - 特別支援学級を新設。
- 2018年（平成30年）- 学校給食調理を民間（シダックス）に委託。
  - 所在地 - 熊本県下益城郡中央町萱野810番地（北緯32度37分58.9秒 東経130度48分31.5秒 / 北緯32.633028度 東経130.808750度）

## 交通アクセス
最寄りのバス停留所
- 九州産交バス 「中央中学校前」停留所

最寄りの幹線道路
- 国道218号

## 周辺
- 美里町総合体育館
- 美里町中央公民館
- 宇城警察署中央警察官駐在所
- 釈迦院川